# Influència persa a la Bíblia
Influència persa a la Bíblia fa referència al sincretisme entre la religió persa i els escrits de la Bíblia. L'Imperi Persa durant els segles V-IV aC va dominar sobre gran part d'Àsia influint sobre molts pobles i en especial sobre la cultura i la religió hebrea.
El monoteisme jueu, les creences en àngels i dimonis, i l'escatologia sobre la fi del món provenen segons alguns estudiosos de la cultura i la religió persa del segle v aC i posteriors.

## Història
El rei de Babilònia Nabucodonosor II va ocupar Jerusalem, destruir els murs i el Temple i gran part de la població de Judea fou portada a l'exili a Babilònia. L'alliberament de l'exili es va produir gràcies a Cir fundador de l'Imperi Persa. Cir va permetre a tots els pobles en exili, entre ells els jueus, tornar a la seva pàtria i reorganitzar el seu propi estat. Entre 536 i 331 aC, el poble jueu va estar sota el poder de l'Imperi Persa i el seu desenvolupament històric, socioeconòmic, cultural i espiritual fou influenciat pels "perses".
Els jueus, durant els segles d'influència persa, es relacionaven amb aquesta cultura, amb l'organització i administració estatals, amb les formes de la cort reial, amb la vida literària de les altes capes socials, amb el culte religiós i amb la seva ideologia. El coneixement i l'absorció de tot això ja es reflecteix en els capítols 40-55 d'Isaïes, l'autor parla de Cir com "ungit de Déu" i "salvador d'Israel". Aquesta obra poètica és el paral·lel jueu del Cilindre de Cir, redactat pels sacerdots de Marduk. L'autor anònim d'Isaïes probablement va conèixer el Cilindre. Cal remarcar que Cir II el Gran professava la religió zoroastriste.
La influència persa sobre Israel afectar també a la seva llengua. L'hebreu era la llengua que parlaven tots els jueus avanç de l'exili, va deixar de parlar-se al voltant del segle i aC, encara que va seguir utilitzant-se en la literatura i, sobretot, en la litúrgia. A Palestina l'hebreu va ser substituït per l'arameu, llengua provinent de Pèrsia.

## Zoroastrisme
La religió més important de Pèrsia va ser el zoroastrisme, fundada per Zoroastre als vols del segle vi aC. La tendència més important d'aquesta religió és el dualisme, que divideix tots els fenòmens del món en bons i en dolents. Per als seus seguidors la història és la lluita entre el bé i el mal.
Segons les creences del zoroastrisme, la durada del món és de 12.000 anys, dividits en 4 períodes de 3.000 anys cada un. L'última època és la de la salvació, en la qual al començament de cada 1.000 anys vindrà un salvador. Zoroastre es data tindrà tres fills que el seguiran anomenats salvadors. Cada salvador del zoroastrisme és "fill de l'home".
Els salvadors ajudaran en la lluita dels homes contra el mal. Quan acabi l'última època, vencerà el bé, vindrà la resurrecció dels morts i el judici final, durant el qual els dolents, rebran el seu càstig i els bons el seu premi. Zoroastre tindrà un paper important en el judici final com a jutge, que defensarà als creients. Les creences perses de la salvació es repeteixen en les prediccions apocalíptiques de Daniel, que alhora van exercir una influència important en l'últim llibre de la Bíblia, l'Apocalipsi de Joan i en altres obres apocalíptiques apòcrifs.

## Monoteisme
Segons l'arqueòleg William G. Dever, els hebreus adoraven a diferents déus. Jehovà evolucionar d'un simple déu consort de la deessa Ashera, passant per adoptar el paper de Déu nacional i finalment sent venerat com a Déu únic. La classe política dominant, influenciada pels perses rebutjar la resta de divinitats convertint a la majoria dels hebreus a una nova religió monoteista.

## Resurrecció
Els antics llibres de la Bíblia jueva no coneixen la idea de la resurrecció, només es creia que "la memòria del just serà beneïda, però el nom dels impius es podrirà" (Proverbis 10, 7).
El Llibre d'Isaïes (cap. 26,19) representa un pas més en l'acceptació de les idees perses sobre la resurrecció: "Els teus morts tornaran a viure, els seus cadàvers s'aixecaran. Desperteu i canteu, oh habitants de la pols! Perquè la teva rosada és com rosada de llums i la terra donarà a llum als seus morts ". "Els teus morts", és a dir els morts de Déu, és a dir, els piadosos i els màrtirs, per tant la resurrecció tocarà només als bons.
L'apocalipsi del Llibre de Daniel reflecteix la idea dualista de la resurrecció persa: "I molts dels que dormen a la tomba seran despertats, uns per a la vida eterna i altres per la vergonya i horror eterns. Els entesos resplendiran com la resplendor del firmament i els que ensenyaven justícia a la multitud, brillaran com les estrelles, per tota l'eternitat "(Daniel 12, 2-3).

## Saduceus i Fariseus
Els saduceus, eren els "puristes", formaven més del 97% de la població i no creien en la resurrecció, ni en els àngels, ni en els dimonis" (Fets 23:8) per tant rebutjaven les creences imposades pels perses. Els fariseus menys nombrosos, eren pro-Perses i adversaris dels saduceus. Malgrat ser pocs, els fariseus van ser els que van sobreviure a la caiguda de Jerusalem l'any 70 dC.

## El cilindre de Cir
En el Llibre d'Isaïes capítols 40-55, parla del rei Cir, com un "ungit de Déu" i "salvador d'Israel". Aquesta obra és el paral·lel jueu del Cilindre de Cir, redactat pels sacerdots de Marduk a on s'exalta al rei persa com el llibertador de Babilònia.
Segons el Rabí Dr. Esteban Veghazi l'autor anònim d'aquest fragment del llibre bíblic, anomenat pels experts Deutero-Isaïes, va conèixer el Cilindre i l'utilitza com a referència per escriure el seu text.

## Apocalipsi
En l'Apocalipsi de Sant Joan hi trobem també elements perses barrejats amb altres elements orientals i hel·lenístics. Apareix primer el Messies en forma de "Fill de l'home" (Cap. 1, 12-15). La descripció de la seva aparença comporta elements religiosos de Pèrsia, fins i tot la del déu Sol (Cap. 16, 1). Després ve la descripció dels "últims dies" i l'arribada de Joan al cel (Cap. 4, 2-6), on veu el tron.
La descripció del tron fa recordar als dels països orientals, on els trons estaven col·locats sobre potes d'animals, fets de pedres precioses o fustes rares i moltes vegades envoltats d'altres figures d'animals. Els animals en la descripció, el lleó, el Bou (el vedell), la serp i l'àguila (el pegàs), representen les quatre constel·lacions del zodíac, posades de front de dos en dos envoltant el "Astre Rei" que ocupava un lloc important en l'astrologia antiga.